# Liste der denkmalgeschützten Objekte in Arriach
Die Liste der denkmalgeschützten Objekte in Arriach enthält die 7 denkmalgeschützten, unbeweglichen Objekte der Gemeinde Arriach.

## Denkmäler
| Foto |                 | Denkmal                                                                                | Standort                                       | Beschreibung | Metadaten |
| ---- | --------------- | -------------------------------------------------------------------------------------- | ---------------------------------------------- | --- | --- |
| ja   | Datei hochladen | Kath. Pfarrkirche hll. Philipp und Jakob und Friedhof HERIS-ID: 53411 Objekt-ID: 61365 | Arriach Standort KG: Arriach                   | Die Kirche wurde als gotischer Bau (Wehrkirche) 1414 errichtet; darauf gehen die Portale im Süden und Westen und die Schießscharten zurück. Nach einem Erdbeben Ende des 17. Jahrhunderts wurde sie barock umgestaltet; von daher stammen das Kreuzgewölbe im Langhaus und die Westempore. Auch der bemerkenswerte Hauptaltar und die Seitenaltäre stammen etwa von 1700. | BDA-Hist.: Q14912751 Status: § 2a Stand der BDA-Liste: 2025-06-30 Name: Kath. Pfarrkirche hll. Philipp und Jakob und Friedhof GstNr.: .26 Pfarrkirche hll. Philipp und Jakob, Arriach  |
| ja   | Datei hochladen | Evang. Pfarrkirche A.B. Vier-Evangelisten-Kirche HERIS-ID: 53412 Objekt-ID: 61366      | Arriach Standort KG: Arriach                   | Die neugotische Kirche, die das größte evangelische Kirchengebäude Kärntens ist, wurde 1903 bis 1907 errichtet. Auch die gesamte Einrichtung stammt aus jener Zeit. | BDA-Hist.: Q2523383 Status: § 2a Stand der BDA-Liste: 2025-06-30 Name: Evang. Pfarrkirche A.B. Vier-Evangelisten-Kirche GstNr.: .282 Vier-Evangelisten-Kirche (Arriach)                |
| ja   | Datei hochladen | Ehem. Hospiz Klösterle, Pfarrkirche hl. Kreuz HERIS-ID: 53898 Objekt-ID: 61983         | bei Innerteuchen 5 Standort KG: Innere Teuchen | Das zweigeschoßige spätbarocke Klostergebäude mit kreuzgratgewölbtem Gang und die Kirche im Ostflügel der Anlage wurden ab 1754 errichtet. Der Dachreiter der Kirche ist mit 1794 bezeichnet. Zur einheitlich spätbarocken Ausstattung der Kirche zählt ein Altarbild von Fromiller. | BDA-Hist.: Q1776749 Status: § 2a Stand der BDA-Liste: 2025-06-30 Name: Ehem. Hospiz Klösterle, Pfarrkirche hl. Kreuz GstNr.: .78/1, .78/2 Pfarrkirche hl. Kreuz, Innerteuchen, Arriach |
| ja   | Datei hochladen | Kath. Filialkirche hll. Peter und Paul und Kirchhof HERIS-ID: 57636 Objekt-ID: 67877   | Oberwöllan Standort KG: Laastadt               | Die kleine gotische Wehrkirche auf romanischem Kern hat einen niedrigen Chor und einen mächtigen viergeschoßigen Turm. Ein Christophorusfresko an der Südwand ist mit 1439 bezeichnet. Die Kassettendecke im Langhaus stammt ebenso wie die bemalte Brüstung der Empore und die bemerkenswerten Betstühle aus dem 16. Jahrhundert. Zur Ausstattung zählen zwei barocke Altäre und ein spätgotischer Flügelaltar. | BDA-Hist.: Q2073532 Status: § 2a Stand der BDA-Liste: 2025-06-30 Name: Kath. Filialkirche hll. Peter und Paul und Kirchhof GstNr.: .39 Filialkirche Wöllan                             |
| ja   | Datei hochladen | Blochstadel Lackner HERIS-ID: 46479 Objekt-ID: 48532                                   | Unterwöllan 4 Standort KG: Laastadt            | Der Blockstadel Lackner ist mit den Jahreszahlen „1593“ und „1596“ bezeichnet. | BDA-Hist.: Q38021922 Status: Bescheid Stand der BDA-Liste: 2025-06-30 Name: Blochstadel Lackner GstNr.: .92/1 Blochstadel Lackner, Unterwöllan                                         |
| ja   | Datei hochladen | Mauerspeicher Wieser HERIS-ID: 64975 Objekt-ID: 77757                                  | bei Unterwöllan 14 Standort KG: Laastadt       | Gemauerter Kasten aus dem Jahre 1582. | BDA-Hist.: Q38108827 Status: Bescheid Stand der BDA-Liste: 2025-06-30 Name: Mauerspeicher Wieser GstNr.: 574                                                                           |
| ja   | Datei hochladen | Sonnenobservatorium – Turm 4 – äußere Erscheinung HERIS-ID: 77346 Objekt-ID: 90972     | Sauerwald 10, südlich Standort KG: Sauerwald   | Auf dem Gerlitzengipfel wurde 1943 mit dem Bau von Turm 3 (Lage), der für einen Koronographen gedacht war, begonnen; der zu Kriegsende unfertige Turm wurde von der Royal Air Force zunächst zu einer Funkstation ausgebaut. Eine Hälfte des Turms liegt auf dem Gemeindegebiet von Treffen. Knapp 200 m nördlich davon errichteten britische Truppen 1947 Turm 4 (Lage), der mit einem Koronographen eingerichtet wurde und seit 1972 von der Astronomischen Vereinigung Kärntens zur Sternbeobachtung genutzt wird. | BDA-Hist.: Q64764965 Status: Bescheid Stand der BDA-Liste: 2025-06-30 Name: Sonnenobservatorium – Turm 4 – äußere Erscheinung GstNr.: 464/9 Kanzelhöhe Observatory                     |